# 豊子愷
豊 子愷（ほう しがい、1898年11月9日（光緒24年9月26日）-1975年9月15日）は、中国の画家、随筆家、翻訳家、教育家。「漫画」と呼ばれる題つきの絵で知られる。また、『源氏物語』を最初に中国語に完訳した人物でもある。

## 生涯
豊子愷は浙江省崇徳県石門鎮（現在の嘉興市桐郷の石門鎮）で生まれた。はじめ伝統的な学問を身につけた。1914年に杭州にある浙江省第一師範学校に入学し、中国における西洋絵画・西洋音楽の草分けであった李叔同に音楽と絵画を、夏丏尊に国文を学んだ。1918年に李叔同が出家して弘一法師となったことは豊子愷に大きな衝撃をもたらした。1919年に浙江省第一師範学校を卒業し、同年結婚した後、中華美育会を設立した。呉夢非・劉質平と3人で創立した上海専科師範学校で教鞭を執った。
1921年に日本に私費留学して西洋美術や音楽を学んだが、資金不足のためわずか10か月で帰国した。しかしこの留学は竹久夢二を知るなど豊子愷に重要な影響をもたらした。西槇は、当時の日本での東洋画再評価の影響を受けただろうとする。
帰国後は上虞の春暉中学で教鞭を執った。同僚に夏丏尊、匡互生、朱光潜、朱自清らがいた。春暉中学の校歌は豊子愷が作曲した。
春暉中学の内部で発生した対立のため、豊子愷・匡互生・朱光潜は中学を辞職し、1925年に上海に立達学園および学術団体の立達学会を創立した。豊子愷は立達学会の西洋図画科の責任者をつとめ、機関誌『一般』の装丁も担当した。1920年代末から1930年代はじめにかけて、西洋美術に関する多数の著書を発表した。
1925年以来、豊子愷は文学研究会の機関誌『文学週報』に毛筆による絵を発表し、それを編集長の鄭振鐸が「子愷漫画」と名づけた。「漫画」という語はそれ以前にも中国に存在したが、豊子愷によって「漫画」の語が中国で広く知られるようになった。『子愷漫画』は1925年に出版された。ついで『縁縁堂随筆』（1931年に出版）などの随筆も発表し、また音楽および芸術理論書も出版した。『縁縁堂随筆』には吉川幸次郎による翻訳がある（創元社1940）。
豊子愷の漫画には竹久夢二の『夢二画集』春の巻(1909)などの初期の絵の強い影響が見られる。ただし、夢二の後期の美人画を豊子愷は見ることができなかった。西槇によるとミレーやゴッホの影響も強いという。また豊子愷は夏目漱石を終生高く評価していたが、それだけではなく初期の随筆に直接漱石を下敷きにした所が見えるという。
恩師である李叔同に従って、豊子愷も1927年に仏門に帰依して居士となり、嬰行の法号を授かった。1929年に弘一の50歳を祝して、弘一の50篇の詩のそれぞれに絵を描いて『護生画集』として出版した。豊子愷はその後も10年ごとに『護生画集』を出版していった。1942年の弘一の没後もそれは続き、全6集が出版された（第4集以降は国外で出版。第6集は文化大革命中に描かれ、没後の1979年に香港で出版）。
1930年代には教職を辞し、絵画と文筆に専念するようになった。1933年に故郷の石門に書斎と住居を兼ねた縁縁堂が落成した。ほかに杭州に別荘を所有した。しかし日中戦争によって石門は日本軍に空爆され、縁縁堂は焼失した。豊子愷は奥地を転々とし、桂林師範学校、広西の宜山に疎開していた浙江大学、重慶の国立芸術専科学校で教えた。
中華人民共和国成立以降は上海に住んだ。豊子愷ははじめ中華人民共和国の成立を歓迎したが、豊子愷の漫画や随筆は中華人民共和国の方針に合わず、翻訳を中心に活動を行うようになった。1950年以後ロシア語を学び、ツルゲーネフ『猟人日記』(1953)、コロレンコ『わが同時代人の物語』（娘の豊一吟と共訳、1957,1959,1964）、モンゴル短編小説集、朝鮮民間説話（いずれもロシア語からの重訳）などを翻訳した。また日本語からは夏目漱石、石川啄木、徳冨蘆花、中野重治などを翻訳している。政治的には上海市の美術家協会常務理事、上海中国画院院長などの職をつとめた。
人民文学出版社は、はじめ『源氏物語』の翻訳を銭稲孫に依頼していたが、期待した速度で翻訳がなされなかったため、契約を打ち切って豊子愷に翻訳を依頼した。豊子愷は1961年から1965年までかけて『源氏物語』を翻訳したが、文化大革命のために出版することはできなかった。豊子愷没後に『源氏物語』の翻訳が出版されたが（3冊、1980・1982・1983年）、出版順では台湾の林文月による翻訳（1978年出版）より後になった。林文月の訳は学者らしく直訳が多く注で説明し、その文章は俗語を多用するが文語的表現も多く、微妙な文体であるという。いっぽう豊子愷の訳は中国人にわかりやすいように臨機応変で、文体は白話小説に近く、自然であるという。
文化大革命では「反動学術権威」「反共老手」「反革命黒画家」などのレッテルをはられ、その作品は「毒草」「黒画」とされた。個人主義・閑適主義・仏教信仰が罪状とされた。1967年から中国画院内に設けられた「牛棚」（私刑施設）に幽閉され、1969年から上海郊外の人民公社に下放されたが、持病あった肺を悪くし、肺炎の療養を理由に自宅に戻ることが許された。その後、『護生画集』第6集のほか、過去に描いた絵画を描き直した『敝帚自珍』(1971)、『落窪物語』『竹取物語』の翻訳(1970)、『伊勢物語』の翻訳(1972)、湯次了栄『大乗起信論新釈』の翻訳(1971、1973年にシンガポールで出版)、『草枕』の2度めの翻訳(1974)、随筆集『往時瑣記』(1971-1973、のち『縁縁堂続筆』と解題)など精力的に執筆活動を行った。
1975年に肺癌のために没した。文化大革命終結後、1978年に名誉回復がなされた。1990年から1992年にかけて『豊子愷文集』（全7巻）、1999年に『豊子愷漫画全集』（全16巻）が出版された。1997年には杭州師範学院内に弘一大師・豊子愷研究センターが設立された。